# Arne Nilsson
Arne Nilsson (Lebensdaten unbekannt) ist ein ehemaliger schwedischer Skispringer.
Nilsson nahm im Jahr 1953 an der ersten Vierschanzentournee teil: Beim Auftaktspringen in Garmisch-Partenkirchen erreichte der Schwede den elften Platz, in Oberstdorf wurde er Dreizehnter und beim Springen von Innsbruck wurde er Zwölfter.
Bei der zweiten Tournee 1953/54 erreichte der Schwede hinter seinem Landsmann Toivo Lauren in der Gesamtwertung den achten Rang. Die Einzelspringen hatte er auf dem achten (Garmisch-Partenkirchen), neunten (Oberstdorf), zehnten (Innsbruck) und dreizehnten Platz (Bischofshofen) beendet.
Im schwedischen Falun erreichte Nilsson bei den Nordischen Skiweltmeisterschaften 1954 den 55. Platz.
Das beste dokumentierte Ergebnis des Schweden sind 207,5 Punkte beim dritten Springen 1953; seine höchste dokumentierte Weite liegt bei 64 Metern, gesprungen am 1. Januar 1954 in Garmisch-Partenkirchen.
Arne Nilsson startete für den Faluner Verein Holmens IF; später änderte er seinen Namen in Arne Dalhusen.